# Kvarteret Aesculapius

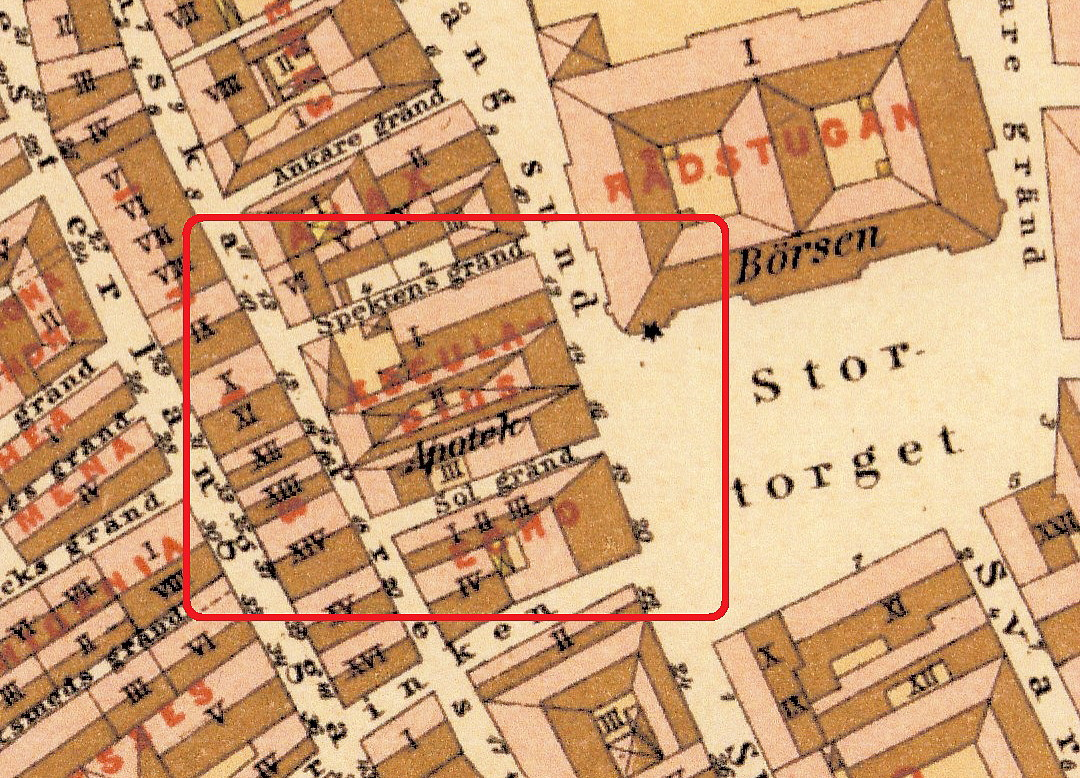
Alfred Rudolf Lundgrens karta med kvarteret Aesculapius 1885.

Kvarteret Aesculapius (stavas även Æsculapius) är ett kvarter i Gamla stan i Stockholm. Kvarteret omges av Prästgatan i väster, Spektens gränd i norr, Trångsund i öster och Solgränd i söder.  Kvarteret består av tre fastigheter, varav Aesculapius 2 och 3 gränsar till Stortorget.

## Namnet

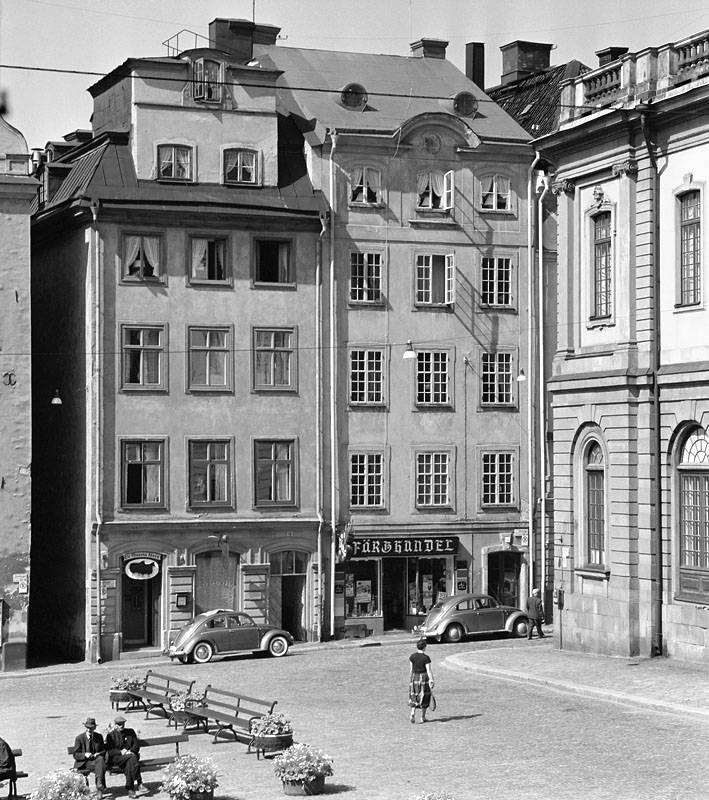
Stortorget med Aesculapius 3 och 2, längst till höger syns gamla Börshuset, 1960.

Nästan samtliga kvartersnamn i Gamla stan tillkom under 1600-talets senare del och är uppkallade efter begrepp (främst gudar) ur den grekiska och romerska mytologin. Aesculapius var romarnas namn på Asklepios som var läkekonstens gud inom den grekiska mytologin (se även eskulapstaven).

## Kvarteret

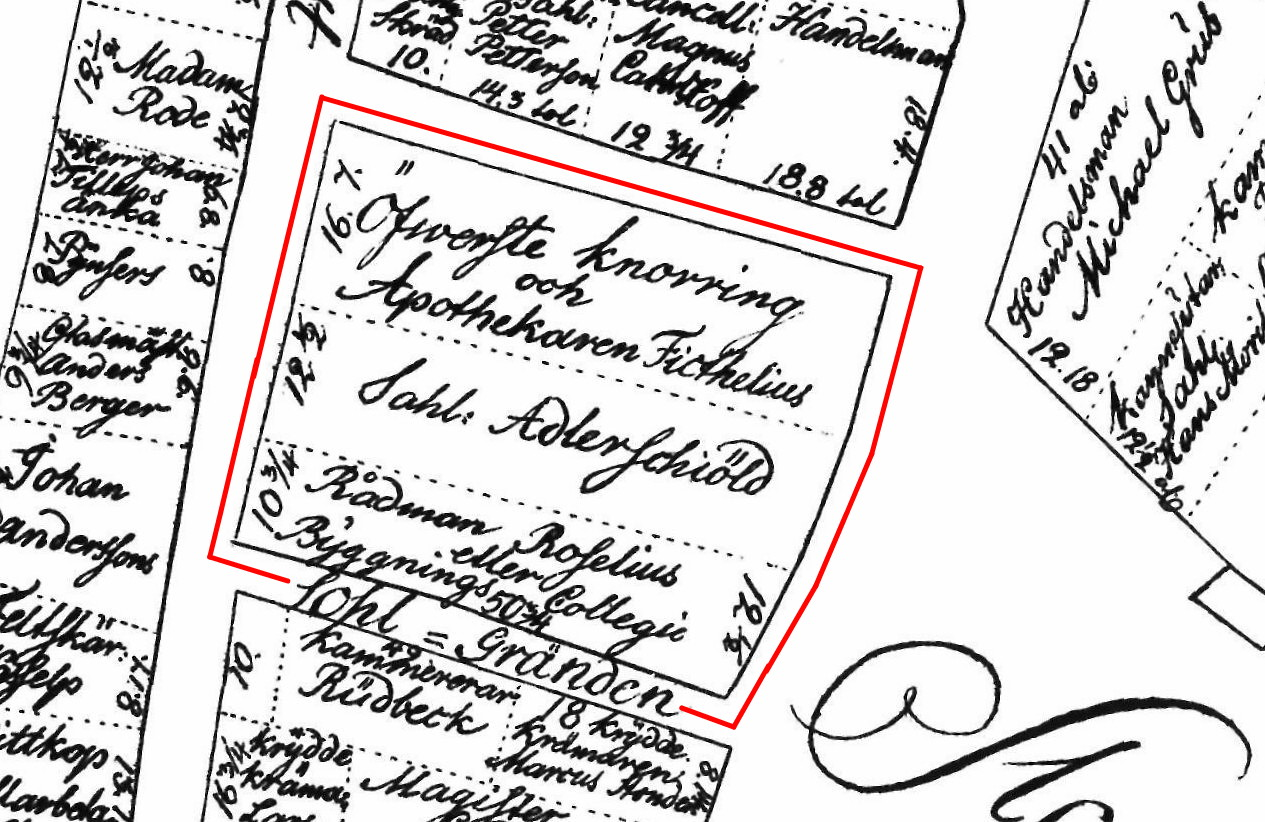
Kvarteret 1693 då apotekaren Gottlieb Fichtelius var en av ägarna.

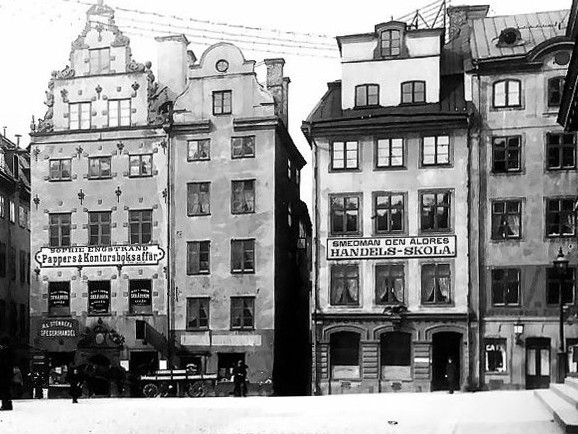
Stortorget 1902 med apoteket Korpen i nummer 16 längst till höger.

I kvarteret ligger det så kallade ”Scharenbergska stortorgshuset” (fastigheten Aesculapius 3, nuvarande Stortorget 16) som är uppkallat efter apotekaren Johan Scharenberg (1714-1778). Han ägde apoteket Förgyllta Korpen (från 1859 bara apoteket Korpen) från 1754 till sin död. Den unge Carl Wilhelm Scheele tjänstgjorde en tid på apoteket under Scharenberg och det sägs att Scheele här upptäckte grundämnet syre. Apoteket låg senare vid Solgränd med entré och skyltfönster mot Stortorget och existerade i ungefär 200 år på denna adress. 
Innan Korpen låg även Slottsapoteket för några år i samma kvarter. Den 21 mars 1575 fick apotekaren Anthonius Busenius tillstånd av kung Johan III att hålla ett ”öppet apotek i staden”. Där fick han sälja de medikament till allmänheten, som kungahuset inte behövde. Slottsapoteket vid Stortorget räknas som Sveriges första offentliga apotek, men det stängde ganska snart igen och verksamheten flyttade tillbaka till slottet. En tomtkarta från 1693 visar att apotekaren Ficthelius (Gottlieb Fichtelius, död 1733) ägde den norra fastigheten tillsammans med överste Knorring. Fichtelius hade tagit över Förgyllta Korpen efter Jürgen Brandt och drev verksamheten fram till 1721.
På ett vykort över Stortorget från 1902 syns ”Scharenbergska stortorgshuset” med  Smedman den äldres Handels-Skola i övre våningsplanet och Apoteket Korpen i bottenvåningen. Apoteket fanns kvar fram till 1924, då det flyttade till Västerlånggatan 6, och 1948 ytterligare en gång till lokaler i kvarteret Mercurius (hörnet Västerlånggatan 16 / Storkyrkobrinken 7). Sedan 1950 finns restaurangen De Svarta Fåren i apotekets gamla lokaler mot Stortorget.
På Alfred Rudolf Lundgrens karta över Stockholm från 1885 är apoteket markerat vid Solgränd. Enligt Björn Hasselblad (”Stockholmskvarter”) kan apoteksverksamheten ha påverkat kvarterets namn som anknyter till läkekonsten. 
Fastigheten Aesculapius 1 (Trångsund 12) innehöll på 1950- och 60-talen en filial av Systembolaget. 1973 förvärvades fastigheten av Gunnar Sträng och Systembolaget flyttade till Lilla Nygatan, där den var kvar till december 2012.